# Ludwig Graf (Jurist)
Ludwig Graf (* 17. Februar 1903 in München; † nach 1960) war ein deutscher Jurist.

## Leben und Tätigkeit
Graf studierte Rechtswissenschaften. Er wurde um 1930 mit einer 1931 veröffentlichten Arbeit über die Bestrafung der Fahrlässigkeit nach dem Entwurf für ein Allgemeines Strafgesetzbuch von 1927 in Erlangen zum Dr. jur. promoviert.
Das 1965 im Auftrag der Regierung der DDR herausgegebene Braunbuch der DDR warf Graf vor, während der NS-Zeit als Erster Staatsanwalt beim Sondergericht München fungiert zu haben.
In den 1950er und frühen 1960er Jahren war Graf als Landgerichtsdirektor beim Münchener Landgericht I tätig. Als Landgerichtsdirektor führte Graf u. a. den Vorsitz im Röhm-Prozess von 1957 (siehe unten) sowie in dem Prozess gegen den Chefredakteur der Süddeutschen Zeitung Werner Friedmann von 1960 wegen "Anstiftung zur Kuppelei", der mit einer Verurteilung von Friedmann zu einer sechsmonatigen Bewährungsstrafe endete.
In den letzten Jahren seiner Laufbahn war Graf Senatspräsident beim Obersten Landesgericht in München.

### Röhm-Prozess
Ein Prozess, an dem Graf als Vorsitzender Richter teilnahm und der große öffentliche Beachtung fand, war der sogenannte „Röhm-Prozess“ vom Mai 1957. In diesem Verfahren wurden der ehemalige Kommandeur der Leibstandarte Adolf Hitler, Sepp Dietrich, sowie der frühere Kommandeur der SS-Wachmannschaften des KZ Dachau, Michael Lippert, wegen ihrer Mitwirkung an der Exekution von sieben hohen SA-Führern – darunter dem Stabschef der SA, Ernst Röhm – im Gefängnis Stadelheim am 30. Juni und 1. Juli 1934 wegen Beihilfe zum Mord in sechs Fällen (Dietrich) bzw. einem Fall (Lippert) angeklagt. Neben der Klärung der eigentlichen juristischen Frage, ob und in welchem Maße die beiden Angeklagten sich einer rechtlich vorwerfbaren Mitwirkung an Tötungshandlungen schuldig gemacht hatten, leistete das Verfahren auch einen wichtigen Beitrag zur Aufarbeitung bedeutender Vorgänge der jüngeren Zeitgeschichte, die bis zu diesem Zeitpunkt noch stark undurchsichtig waren, indem es die Vorgänge der unter der Propagandabezeichnung Röhm-Putsch bekannt gewordenen politischen Säuberungsaktion vom Sommer 1934 als Voraussetzung zur Klärung der von ihm zu entscheidenden juristischen Frage erstmals umfassend rekonstruierte und die Wirklichkeit, die hinter den propagandistischen Verschleierungen stand, mit denen das NS-Regime die Vorgänge seinerzeit umgeben hatte, offenlegte. Insbesondere erfuhr durch dieses Verfahren erstmals eine größere Öffentlichkeit in Deutschland davon, dass es den von der NS-Regierung behaupteten Röhm-Putsch niemals gegeben hatte, d. h. dass es sich bei den blutigen Vorgängen vom Sommer 1934 nicht, wie die offizielle Propaganda behauptet hatte, um einen Akt der Staatsnotwehr gegen einen im Anlauf begriffenen Putsch der SA gegen die legale Regierung gehandelt hatte, sondern um ein von Adolf Hitler, Hermann Göring und Heinrich Himmler initiiertes und geleitetes Vorgehen gegen die zu diesem Zeitpunkt völlig passive und friedliche SA-Führung zwecks Ausschaltung von potentiellen Konkurrenten um die politische Macht, in dessen Verlauf einige Dutzend SA-Führer sowie eine Reihe weiterer den Herrschenden unliebsamer (der SA mitunter völlig fernstehender) Personen ohne Anklage und Verfahren kurzerhand umgebracht worden waren. 
Die politisch-zeitgeschichtliche Bedeutung des Verfahrens brachte es mit sich, dass von der deutschen und von der internationalen Presse intensiv darüber berichtet wurde. In der Berichterstattung wurden Graf als Person und seine Prozessführung zumeist überaus positiv kommentiert. So schrieb zum Beispiel Die Zeit, dass Graf „die eindrucksvollste Persönlichkeit in diesem Saal“ sei: „schlank, schmales Gesicht, leise, doch sehr bestimmt“. Im Urteil vom 14. Mai 1957 befand Graf Dietrich und Lippert jeweils der Beihilfe zum Totschlag für schuldig und legte ihnen jeweils Haftstrafen von achtzehn Monaten auf.

## Schriften
- Die Bestrafung der Fahrlässigkeit nach dem Entwurf eines Allgemeinen Deutschen Strafgesetzbuchs von 1927, München 1931. (Dissertation)